# Linia kolejowa nr 518
Linia kolejowa nr 518 – obecnie nieprzejezdna, niezelektryfikowana, jednotorowa linia kolejowa łącząca posterunek odgałęźny Łęgówek (nieczynny) z posterunkiem odgałęźnym Lesk (nieczynny).
Linia stanowiła łącznicę między linią kolejową nr 41 (Ełk – Gołdap) a linią kolejową nr 39 (Olecko – Suwałki) dla pociągów omijających Olecko na trasie Ełk – Suwałki. W 1981 r. zawieszono na niej ruch towarowy i pasażerski, a w 2006 r. linię wykreślono z ewidencji PKP PLK.